# Raimkul Hudojnazarovics Malahbekov
Raimkul Hudojnazarovics Malahbekov (oroszul: Раимкуль Худойназарович Малахбеков; Dusanbe, 1974. augusztus 16. –) világ- és Európa-bajnok orosz ökölvívó.

## Eredményei
- 1993-ban Európa-bajnok harmatsúlyban.
- 1995-ben világbajnok harmatsúlyban.
- 1996-ban ezüstérmes az Európa-bajnokságon harmatsúlyban. A döntőben Kovács Istvántól szenvedett vereséget.
- 1996-ban bronzérmes az olimpián harmatsúlyban. Az elődöntőben a kubai Arnaldo Mesától szenvedett vereséget.
- 1997-ben világbajnok harmatsúlyban.
- 1998-ban bronzérmes az Európa-bajnokságon harmatsúlyban.
- 2000-ben ezüstérmes az Európa-bajnokságon harmatsúlyban.
- 2000-ben ezüstérmes az olimpián harmatsúlyban. A döntőben a kubai Guillermo Rigondeauxtől szenvedett vereséget.
- 2002-ben Európa-bajnok pehelysúlyban.
- ötszörös orosz bajnok (1993, 1994, 1995, 1997, 1998)